# Jules Pirard
Jules Pirard est un gymnaste artistique français né le 28 mai 1885 à Hautmont et mort le 22 décembre 1962 dans la même ville.

## Biographie
Jules Pirard remporte la médaille de bronze au concours général par équipes aux Jeux olympiques d'été de 1920 à Anvers. 